# Carbon Hill (Illinois)
Carbon Hill es una villa ubicada en el condado de Grundy en el estado estadounidense de Illinois. En el Censo de 2010 tenía una población de 345 habitantes y una densidad poblacional de 666,03 personas por km².

## Geografía
Carbon Hill se encuentra ubicada en las coordenadas 41°17′47″N 88°17′58″O / 41.29639, -88.29944. Según la Oficina del Censo de los Estados Unidos, Carbon Hill tiene una superficie total de 0.52 km², de la cual 0.52 km² corresponden a tierra firme y (0%) 0 km² es agua.

## Demografía
Según el censo de 2010, había 345 personas residiendo en Carbon Hill. La densidad de población era de 666,03 hab./km². De los 345 habitantes, Carbon Hill estaba compuesto por el 99.42% blancos, el 0% eran afroamericanos, el 0% eran amerindios, el 0.58% eran asiáticos, el 0% eran isleños del Pacífico, el 0% eran de otras razas y el 0% pertenecían a dos o más razas. Del total de la población el 4.06% eran hispanos o latinos de cualquier raza.
Había 149 casas fuera de las cuales 32.9% tenían niños menores de 18 años que viven con ellos, 58.4% eran parejas casadas viviendo juntas, 9.4% tenían un cabeza de familia femenino sin presencia del marido, y 26.2% eran no-familias. El 19.5% de todas las casas estaban compuestas por individuos y el 5.4% tenían a alguien viviendo solo que tenía 65 años de edad o más. El tamaño promedio de la familia era 2.63 y el tamaño promedio de la familia era 2.99.